# Silicosi
La silicosi è una pneumoconiosi causata dall'inalazione di polvere contenente biossido di silicio (SiO2), allo stato cristallino, che esita in una fibrosi polmonare progressiva dose-dipendente.

## Eziologia
La malattia, definita nel 1870 da Achille Visconti (1836-1911), anatomopatologo dell'Ospedale Maggiore di Milano, è causata dall'esposizione prolungata a biossido di silicio in forma cristallina, che si trova in natura prevalentemente come quarzo, calcedonio o opale. Sono esposti i lavoratori che inalano polveri che ne contengono quote superiori all'1%. In particolare, lavorazioni ad alto rischio sono il lavoro in miniera, il taglio di pietre, la produzione di abrasivi, il lavoro in fonderia, la produzione del vetro o della ceramica, il lavoro nell'industria dei refrattari e risultano esposti anche coloro che sono addetti alla pulitura di superfici o allo scolorimento dei jeans mediante sabbiatura. La pericolosità dipende oltre che dalla percentuale di biossido di silicio cristallino presente nell'aria inspirata anche dal tempo di permanenza nell'ambiente.
La dose di silicati assorbita viene calcolata in particelle/anno.

## Patogenesi
La silice cristallina presenta una superficie altamente reattiva con la membrana dei macrofagi e con le loro vescicole fagolisosomiche; dall'incontro tra la particella di silice e il macrofago ne deriva quindi la lisi di questi ultimi, preceduta dalla liberazione di fattori fibrogenici. A livello dell'interstizio polmonare, dove si accumulano le particelle di silice, si va quindi incontro, in seguito a formazione di immunocomplessi e all'attivazione del sistema del complemento, alla formazione di noduli sclerotici, di tipica forma tondeggiante, visibili alla radiografia del torace come piccole opacità localizzate prevalentemente nelle regioni posteriori dei lobi polmonari superiori.

## Anatomia patologica
Le lesioni silicotiche sono tipicamente nodulari, localizzate prevalentemente nelle zone peribronchiali e periarteriolari, e tendono a formare conglomerati che possono raggiungere con l'evoluzione della malattia dimensioni di alcuni centimetri. I noduli sono formati da una zona centrale, formata da fasci fibroialini concentrici, e da una zona periferica dove si localizzano le cellule infiammatorie. Le particelle di silice giungono inoltre ai linfonodi ilari per via linfatica, dove determinano calcificazioni che conferiscono a questi linfonodi il tipico aspetto "a guscio d'uovo".

## Clinica
La silicosi può rimanere latente per diversi anni. Le manifestazioni iniziali compaiono infatti generalmente dopo un lungo periodo dall'inizio dell'esposizione, e sono caratterizzate da dispnea, inizialmente da sforzo e poi anche a riposo, e da tosse, e sono dovute all'enfisema presente nelle zone di polmone non interessate dalla formazione di noduli e conglomerati.

## Esame obiettivo
L'esame obiettivo risulta inizialmente normale, in seguito compaiono iperdistensione toracica e iperfonesi dovute al parenchima enfisematoso o in alternativa ipofonesi e soffi bronchiali se prevalgono le aree di conglomerazione nodulare.
Una buona anamnesi, in particolare quella lavorativa, può essere utile nell'indirizzare la diagnosi, tenendo presente che la silicosi è una patologia a lunga latenza e che il lavoratore può avere interrotto il lavoro in cui si trovava esposto a biossido di silice anche da diverso tempo. Il quadro di funzionalità respiratoria può essere sia ostruttivo sia restrittivo, in base alla prevalenza di alterazioni enfisematose o di alterazioni fibrosclerotiche. La diffusione alveolocapillare dei gas risulta diminuita. Alla radiografia del torace si rilevano opacità nodulari di diametro variabile in base alla gravità della malattia, con retrazione e adenopatia ilare. I noduli sono anche localizzati nei lobi polmonari superiori. Nel 20% circa dei casi è presente la calcificazione dei linfonodi ilari, con immagine a "guscio d'uovo". La tomografia computerizzata può risultare più sensibile della radiografia nei casi meno gravi nell'identificare noduli di piccole dimensioni. È inoltre possibile, nei casi dubbi, eseguire una biopsia delle stazioni linfoghiandolari o una biopsia polmonare.

## Evoluzione e complicanze
L'evoluzione della malattia è più o meno rapida in relazione alla quantità di polvere inalata. La fibrosi nodulare può progredire anche dopo l'interruzione dell'esposizione, con confluenza delle lesioni e formazione di masse irregolari tipiche della fibrosi massiva progressiva.
La complicanza più frequente della silicosi è l'associazione con la tubercolosi, che aggrava il quadro clinico del paziente con silicosi.
Le più frequenti cause di morte risultano essere l'insufficienza respiratoria, la tubercolosi e lo scompenso cardiaco destro.